# Malik Arrendell
Sylvester Malik Arrendell (* 1. Januar 1973 in München als Sylvester Malik Ruddigkeit) ist ein ehemaliger deutscher Basketballspieler. Malik Arrendells Vater, Stanley Edward Arrendell, stammt aus Aruba; nach seinem Karriereende als Basketballer nahm Malik Ruddigkeit den Nachnamen seines leiblichen Vaters an. Er lebt nun in München und ist unter anderem als Fernsehkommentator für den Sender Eurosport tätig sowie im Marketing für Fitnessstudios.
Arrendell entstammt der Jugendarbeit des TuS Bramsche und war für den Verein aus der Nähe von Osnabrück zunächst auch in der Basketball-Bundesliga aktiv. 1995 wechselte er nach Trier und schaffte dort den Sprung in den Kader der Nationalmannschaft. Jedoch konnte er sich nicht für einen Endrundenkader innerhalb der Nationalmannschaft qualifizieren. 1997 folgte ein Wechsel nach Oberelchingen. Mit den Elchen war Arrendell auch international im Korać-Cup aktiv. 1999 zogen sich die Elche aus der Bundesliga zurück und Ruddigkeit wechselte nach Braunschweig. Etwa zur Hälfte der Saison wechselte er zurück nach Trier und schaffte mit den Trierern den Einzug ins Play-off-Viertelfinale der Saison 1999/2000, was ihm zuvor bereits mit Bramsche 1994, Trier 1997 und Oberelchingen 1999 gelungen war. Im Pokal gelang Trier in dieser Saison der Einzug ins Halbfinale. Sowohl bei Braunschweig als auch bei Trier stand er jedoch im Schnitt nur noch gut 10 Minuten auf dem Feld, während es bei Oberelchingen in der Vorsaison noch über 30 Minuten gewesen waren. Die Saison 2000/01 startete Arrendell wieder in Braunschweig. Zunehmende Rückenprobleme limitierten weiter seine Einsatzzeit und er wechselte in die 2. Basketball-Bundesliga Gruppe Süd nach Tübingen. In der folgenden Saison war er noch für die Magics in Düsseldorf in der Nordgruppe der zweiten Liga aktiv.

## Familie
Arrendell war mit dem ehemaligen Playmate Heydi Núñez Gómez verheiratet und ist Vater eines gemeinsamen Sohnes. Nach drei Jahren trennte sich das Paar und ließ sich 2015 scheiden. Nach sechs Jahren Beziehung heiratete er am 29. September 2022 seine Lebenspartnerin.